# Thalassomembracis acanthosphaericus
Thalassomembracis acanthosphaericus är en kräftdjursart som beskrevs av Mark J. Grygier 1984. Thalassomembracis acanthosphaericus ingår i släktet Thalassomembracis och familjen Synagogidae. Inga underarter finns listade i Catalogue of Life.